# Sussumu Hirata
João Sussumu Hirata Hirata Susumu (平田 進) (São Manuel, 20 de novembro de 1914 – São Paulo, 11 de novembro de 1974) foi um advogado e político brasileiro. Conhecido por representar a comunidade nipo-brasilera na esfera política, foi deputado estadual e federal por três mandatos consecutivos. É pai de Helena Hirata, filosofa especialista em sociologia do trabalho e do gênero e professora da Universidade de Paris.

## Vida
João Sussumu Hirata é o penúltimo dos filhos de Joiti Hirata e de Yuki Hirata, casal de isseis que vieram ao Brasil na primeira década do século XX. Nasceu em 20 de novembro de 1914, em São Manuel, no interior de São Paulo. Formado pela Faculdade de Direito da Universidade de São Paulo em 1940, realizou no Japão um curso de aperfeiçoamento em direito, ingressando na Universidade Imperial de Tóquio. Nesse período trabalhou como locutor do departamento internacional da NHK, onde conheceu Cecília Mitsuko, com quem se casou pouco depois. Com a entrada do Brasil na Segunda Guerra Mundial em 1942, mudou-se para o vilarejo natal de seus pais, na província de Fukuoka.
Foi deputado federal de 1963 a 1967, pela União Democrática Nacional, reelegendo-se para as duas legislaturas seguintes pela Aliança Renovadora Nacional.